# Eugenio Musatti
Eugenio Musatti (* 10. April 1844 in Venedig; † 19. Dezember 1928 in Padua) war ein italienischer Historiker, der sich mit venezianischer Geschichte, Alltags- und Institutionengeschichte sowie Kunstgeschichte befasste.

## Leben und Werk
Geboren wurde Eugenio als Sohn des Elia Musatti, eines vermögenden Reeders aus Ancona, und der Debora Ravà. Entsprechend der unternehmerischen Mentalität seiner Familie widmete er sich zunächst ökonomischen Zusammenhängen, dann eher diesbezüglichen wissenschaftlichen Arbeiten, nachdem er Kontakt zu Wissenschaftlern aus dem Gebiet der Wirtschafts- und Sozialwissenschaften aufgenommen hatte.
1872 heiratete er Giulia Sacerdoti, die, wie er selbst, einer wohlhabenden jüdischen Familie, allerdings aus Padua entstammte. Dort ließ er sich nieder und begann, mit der Rassegna di agricoltura, industria e commercio und ab 1875 mit dem Giornale degli economisti zusammenzuarbeiten, dem wissenschaftlichen Organ der Associazione per il progresso degli studi economici, die auf Betreiben von Luigi Luzzatti gegründet worden war. Bald wurde er zum korrespondierenden Mitglied der Accademia patavina di scienze, lettere e arti und es erschien eine Reihe von Artikeln zur Wirtschaft aus einer liberalen Haltung, so etwa zu Themen der landwirtschaftlichen und industriellen Entwicklung, der Wissenschaft als Faktor des Fortschritts und der Zivilisation, der Entstehung der sozialen Frage, zur Legitimität staatlicher Eingriffe in Wirtschaft und Gesellschaft zum Schutz des Allgemeininteresses, die sozialistischen Ideen entgegenwirken sollten.
Musatti wandte sich immer mehr der Geschichte zu, gab nach und nach seine Wirtschaftsstudien auf. Er knüpfte Kontakte zum venezianischen Kulturmilieu, wo sich, angeregt durch die Einflüsse der angesehenen Schulen im deutschen Sprachraum, die historiographische Debatte entwickelte. Die monumentale Storia documentata di Venezia von Samuele Romanin regte ihn dazu an, sich mehr als zwanzig Jahre später an einer neuen allgemeinen Geschichte der Republik Venedig zu versuchen. Venezia e le sue conquiste nel Medio-Evo, erschienen in Padua 1881, wies den Weg. Seine Storia d’un lembo di terra ossia Venezia e i veneziani erschien 1886 am selben Ort und wurde 1888 zum zweiten Mal aufgelegt.
1895 erlangte er die Lehrbefugnis für moderne Geschichte an der Fakultät für Literatur und Philosophie der Universität Padua. Es war zunächst die Institutionengeschichte, die ihn beschäftigte. So entstand 1888 seine Storia della promissione ducale, in der er zeigte, wie Schritt für Schritt die Dogenmacht eingedämmt und schließlich entleert wurde. Dazu parallel verlaufend erhielten mehrere Organe zunehmende Macht und Kontrolle. Der Maggior Consiglio, der Große Rat, wurde das entscheidende politische Zentrum der venezianischen Kommune. Diesen neuen Ansatz verfolgte er in seiner Storia politica di Venezia secondo le ultime ricerche (Padua 1897) und seiner Storia di Venezia (2 Bände, Mailand 1914/1915), in der er auch Magistrate wie den Rat der Zehn und die Staatsinquisitoren hervorhob.
Sein Interesse an Ökonomie und Politik bestand dabei fort, an der Geschichte des Handels, der Wirtschaft und der Statistik als Instrumente der Herrschaft. Zudem bestand eine begrenzte, unsystematische Aufmerksamkeit für die Sitten- und Kulturgeschichte. So entstand La donna in Venezia (Padua 1891), aber auch der Anhang zur Storia di Venezia, der Literaten, Künstlern und Wissenschaftlern gewidmet ist.
Musatti versuchte sich auch an populärwissenschaftlichen Arbeiten und veröffentlichte 1887 für die Nationale Kunstausstellung Da S. Marco ai Giardini, und 1893 I monumenti di Venezia. Guida sinottica.
Musatti gehörte ab 1888 der Deputazione veneta di storia patria, ab 1889 der Deputazione di storia patria per le Province di Romagna und ab 1890 dem Ateneo Veneto an.
Ein Jahr nach seinem Tod vermachten seine Witwe und sein Neffe Alberto Musatti seine Bibliothek, zusammen mit handschriftlichen Notizen für Universitätsarbeiten und Vorlesungen, der Universitätsbibliothek von Padua.

## Werke (Auswahl)
- Storia della promissione ducale, Padua 1888. (Digitalisat)
- La donna in Venezia, Angelo Draghi, Padua 1891 (Google Books), Arnaldo Forni, 1892, ND A. Forni, 2001.
- I monumenti di Venezia. Guida sinottica, Ferdinando Ongania, Venedig 1893.
- Due parole sui Veneziani della decadenza, Padua 1893.
- La Storia politica di Venezia secondo le ultime ricerche, Gallina, Padua 1897.
- Per la storia di Venezia, Padua 1909. (Digitalisat, PDF)
- La Nobiltá e il Popolo di Venezia, 1914.
- Storia di Venezia, 2 Bde., Mailand 1914/1915.